# 加藤みづき
加藤 みづき（かとう みづき、1991年5月2日 - ）は、日本の女優、アイドル。2004年までは加藤 瑞貴という表記を使っていた。
千葉県出身。以前はキューブに所属していた。

## 略歴
SETジュニアスクールで演技などを学び、ミュージカルを中心に活動を始める。
De☆View誌に載った2004年の舞台『MIDSUMMER CAROL ガマ王子 vs ザリガニ魔人』のオーディション告知を母親が見て、本人には言わずに応募したところ合格し、それをきっかけとしてキューブに所属する。
2004年10月、『3年B組金八先生』でテレビドラマ初出演。
その後、テレビドラマ、映画、アーティストのミュージックビデオなど幅広いジャンルでマルチな活動を行った。また、アイドルグループ「まりもみ」の一員としてCDもリリースしている。

## 人物
- 身長163cm、体重49kg。
- 嫌いな食べ物は椎茸[3]。
- 好きな作家はダレン・シャン[3]。
- 同世代で気になる俳優は夏帆[3]。

## 出演

### 映画
- 遠くの空に消えた（2007年）土田公平の姉 役
- スノーフレーク（2011年）

### テレビドラマ
- 3年B組金八先生（TBS）姫野麻子 役
  - 第7シリーズ（2004年10月15日 - 2005年3月25日）
  - スペシャル11「未来へつなげ 3B友情のタスキ〜たった一人の卒業式…3Bの絆は再び迫る薬物依存の魔の手から仲間を救い出せるのか!?」（2005年12月30日）
  - 3年B組金八先生ファイナル〜「最後の贈る言葉」（2011年3月27日）
- ドラマ24 コスプレ幽霊 紅蓮女（2008年1月11日 - 3月28日、テレビ東京）一条舞衣 役
- 4姉妹探偵団（2008年、テレビ朝日）
- 学校じゃ教えられない!（2008年、日本テレビ）鈴村レイ 役
- GM〜踊れドクター 第7話（2010年8月29日、TBS）詩織 役

### 舞台
- イマジンミュージカル 小公女プリンセスセーラ（2001年）[4]
- エステー化学ドリームミュージカル アルプスの少女ハイジ（2002年）[5]
- アルゴミュージカル 山に抱かれて 新・子猿物語（2003年）[6]
- MIDSUMMER CAROL ガマ王子 vs ザリガニ魔人（2004年）主演・パコ 役

### CM
- MIDSUMMER CAROL〜ガマ王子vsザリガニ魔人〜（2004年）

### PV
- いきものがかり「コイスルオトメ」（2006年）
- いきものがかり「流星ミラクル」（2006年）
- 藤木直人「HEY! FRIENDS」（2006年）